# Helicoblepharum brasiliense
Helicoblepharum brasiliense är en bladmossart som beskrevs av Theodor Carl Karl Julius Herzog 1924. Helicoblepharum brasiliense ingår i släktet Helicoblepharum och familjen Daltoniaceae. Inga underarter finns listade i Catalogue of Life.